# Louise Stichel
Louise Jeanne Judith Stichel, all'anagrafe Luigia Giovanna Giuditta Manzini (Milano, 20 luglio 1856 – Parigi, 6 novembre 1942) è stata una ballerina e coreografa italiana naturalizzata francese.

## Biografia
Nata e cresciuta a Milano, si trasferì a Nizza nel 1877 e due anni più tardi fu scritturata come prima ballerina delle Folies Bergère. Nell'aprile 1881 si unì al Balletto dell'Opéra di Parigi e continuò a danzare con la compagnia per tre anni. Successivamente continuò a danzare sulle scene parigine e nelle province francesi, per poi tornare a lavorare con il Balletto dell'Opéra di Parigi in veste di première maitresse de ballet e direttrice dal 1º ottobre 1901 al 14 settembre 1911. Nel febbraio 1910 il suo balletto La Fête chez Thérèse ebba la sua prima. Dopo aver diretto brevemente le Folies Bergère intorno al 1918, dal 1923 al 1925 fu maitresse de ballet dell'Opéra Comique.